# A báránysültek hallgatnak
A báránysültek hallgatnak (eredeti cím: olaszul: Il silenzio dei prosciutti, angolul: The Silence of the Hams) 1994-ben bemutatott egész estés abszurd humorú olasz-amerikai filmparódia, mely elsősorban a Bárányok hallgatnak és a Psycho című filmek alapján készült. A filmben számos ismert színész tűnik fel kisebb, vagy cameo szerepekben, ismert emberek hasonmását láthatjuk (pl. George H. W. Bush), valamint a cselekménybe beleszőve ismert filmek jeleneteit láthatjuk (pl. Total Recall – Az emlékmás, Terminátor, Elemi ösztön stb.), az eredeti, vagy hasonmás színészek közreműködésével. Címének magyar fordítása nem tudja visszaadni az angol cím szójátékát: The Silence of the Lambs – The Silence of the Hams, magyarul A bárányok hallgatnak ill. A sonkák hallgatnak. A film alatt Antonio visszaemlékezéses narrációja hallható, az eredeti hang szerint igen erős olasz akcentussal. A filmet Ezio Greggio írta és rendezte, a zenéjét Parmer Fuller szerezte, a producere Julie Corman volt. Az olasz Silvio Berlusconi Communications és az amerikai 30th Century Wolf készítette, a New Films International forgalmazta.
Olaszországban 1994. március 11-én mutatták be a mozikban, Magyarországon 1994-ben adták ki VHS-en.

## Cselekmény
Brutális gyilkosságsorozat tartja rettegésben Los Angelest. Már 120 áldozat van – vajon komoly az ügy? Egyetlen ember tud a gyilkos nyomára vezetni, ő pedig Dr. Animál Kannibál Pizza, a szigorúan zárt osztályon őrzött, elmebeteg pszichiáter, aki áldozatait pizzába süti. Az FBI egyik kezdő ügynökét küldik hozzá nyomozni: ő Jo Dee Fostar; azonban a doktor elsőre nem hajlandó segíteni neki.
Jo menyasszonya, Jane, a házasságot szorgalmazná, de ő a karriert helyezi előbbre, ezért kapcsolatuk mélypontra kerül. Jane bánatában ellop a saját cégétől majd' félmillió dollárt, kocsiba ült, és elhajt. Éjszakára egy Temető nevű furcsa, út menti motelban száll meg. A motel teljesen üres, ő az egyedüli vendég. A tulajdonos egy Antonio Motel nevű, olasz származású, különös férfi, a motel melletti házban pedig egy idős nő lakik, Antonio anyja. Antonio közli Jane-nel, hogy ez nem egy Temető nevű motel, hanem egy Motel nevű temető, ahol minden vendég "békében nyugodhat". Jane sem kerüli el a sorsát, akárcsak a motel összes eddigi női vendége.
A főnöke időközben egy magándetektívet fogad Jane, de főleg a pénz megtalálására. A magándetektív végigjár 600 motelt, míg egy alkalommal elvéti az utat, és "tévedésből" rátalál a Temető Motelre. Ki szeretné hallgatni a másik házban lakó idős asszonyt (Antonio anyját), de Antonio őt is megöli, kocsiját pedig elássa.
Közben Jane hirtelen felbukkant nővérével, Lilyvel együtt Jo is a lány keresésére indul; nem is annyira őt hiányolja, inkább a négyszázezer dollárt szeretné mindenképpen megtalálni; persze abban reménykedik, hogy a pénzt valahogy magának tudja megtartani. Újra felkeresi az őrült doktort, aki felajánlja: ha Jo elintézi, hogy a doktor a börtönből nyithasson egy pizzériát, akkor hajlandó segíteni. Az alku megköttetik, ezután a doktor elárulja, hogy a tettes egy, az anyját gyűlölő, Antonio nevű személy, egykori páciense, aki súlyos elmezavarban szenved.
Jo felhívja főnökét, hogy házkutatási engedélyt kérjen a motelhoz, ám nem kap. Ellenben főnöke azt ajánlja: Jo menjen el a helyi rangerhez, akinek szabad bejárása van a környéken mindenhová. A ranger jól ismeri a helyet, elmondja, hogy Antonio anyja tíz éve meghalt. Azért ő is szétnéz a motelban, de semmiféle nőt nem talál ott; Antonio azt hazudja neki, hogy Jane álnéven jelentkezett be, és másnap elment, a magándetektív pedig utána indult.
Jo és Lily elmennek a motelba, ahová ők is bejelentkeznek vendégként (Antonio közben magában arról töpreng, hogy már sehol sincs hely, vajon hová temethetné el majd őket).
Másnap a végső leszámolás során az összes szereplő összefut a baljós házban. Mindegyikükről kiderül, hogy nem azok, akinek gondoltuk, de valójában mindenki életben van. Jo elsíbolja a pénzt és Jane társaságában szórja el; mindenki boldog. Az egyetlen áldozat Antonio lesz, akit maga Alfred Hitchcock szelleme (azaz valójában Dr. Animál) szúr le, amiért ilyen csúnyán elbánt legfőbb művével, a Psychóval.

## Dr. Animál Kannibál Pizza, a film negatív főhőse
Az áldozatait pizzába sütő őrült pszichiáter A bárányok hallgatnak című film őrült, emberevő pszichiáterének, Dr. Hannibal Lecternek vígjátéki megfelelője; a figurát róla mintázták, természetesen humoros változatban. Animal neve egyrészt az eredeti Hannibal névre, valamint a doktor állatias kegyetlenségére utal. Filmbéli megszemélyesítője a kiváló amerikai komikus, Dom DeLuise.
Dr. Animál Kannibál Pizza értelmi képességei messze meghaladják az átlagemberét, bárkit könnyen csőbe húz, kegyetlensége viszont nem ismer határokat. Emberevő, áldozatait pizzába süti. Kedvence a velős pizza.
Eredeti neve nem ismert, olasz származású. Egykoron jó nevű pszichiáter volt, de állásából kirúgták, lakását is elvesztette, ezután pácienseit egy pizzériában fogadta. Emberevése miatt nyolc évvel a film cselekményének ideje előtt lebukott. Azóta a Hollywoodi Tébolyda (Hollywood Nuthouse) legszigorúbban őrzött pincerészlegében, golyóálló, vastag falú plexi kalitkában tartják, hasonlóan Hannibal Lecterhez.
Dr. Animál magas, túlsúlyos, kopaszodó, nyírt szakállas férfi. Hihetetlenül erős, értelmi képességeivel még a fizika törvényeit is képes áthágni, de a cellájából nyolc éve így sem jutott ki. A látogatóitól megköveteli, hogy Dr. Á-nak szólítsák. Elsőre kedves, szinte nyájas, joviális figura, de annyira veszélyes, hogy a kalitkája falát sem tanácsos megközelíteni. Külön szabály: Dr. Animált a hozzá ritkán érkező látogatóknak etetniük tilos és veszélyes. Az egyik őrt is így tette el láb alól. Behízelegte magát nála, ő pedig adott neki egy paradicsomot, ezután az őrre egy ketchupos üvegben találtak rá, San Diegoban... Ha néha örül valaminek, azt mondja, hogy „iggibú”.
Dr. Animál haragszik a világra, mert akarata ellenére tartják fogságban, immár nyolcadik éve. Úgy érzi, lassan elmegy az esze. Három vágya maradt: egy szelet, lehetőleg agyvelős pizza, egy pizzéria nyitása, valamint, hogy egyszer lóbabot kapjon vacsorára, mert akkor kirobbantaná a cellája falát, és visszanyerné szabadságát.
Miután egy sorozatgyilkos kézre kerítésében segített, jutalmul kap egy pizzériát, melynek megnyitójára kényszerzubbonyban elmehet. További sorsa ismeretlen, de valószínűsíthető, hogy egy másik ember maszkjában megszökött, hasonlóan az eredeti figurához.

## Szereplők
| Szereplő                            | Színész                     | Magyar hang          | Parodizált figura, vagy film |
| ----------------------------------- | --------------------------- | -------------------- | --- |
| Antonio Motel                       | Ezio Greggio                | Helyey László        | Norman Bates, a Psycho (1960) című film őrült moteltulajdonosa                                                                                     |
| Dr. Animal Cannibal Pizza           | Dom DeLuise                 | Benkóczy Zoltán      | Hannibal Lecter |
| Jo Dee Fostar                       | Billy Zane                  | Selmeczi Roland      | Jodie Foster a A bárányok hallgatnak c. film főszereplője                                                                                          |
| Lily Wine                           | Joanna Pacula               | Orosz Helga          | |
| Jane Wine                           | Charlene Tilton             | Vándor Éva           | Marion Crane (Janet Leigh) a Psycho zuhanygyilkosság áldozata.                                                                                     |
| Martin Balsam                       | Martin Balsam               | Simon György         | a Psycho c. film magánnyomozója |
| Pete Putrid                         | Stuart Pankin               | Csuja Imre           | |
| Kövér motorosrendőr                 | Andre Rosey Brown           | Csuja Imre           | Rendőr a Psychóból, aki leellenőrizte Marion (Janet Leigh) adatait, miután megtalálta az út szélén az autójában elalvó nőt.                        |
| Ranger                              | John Astin                  | Dobránszky Zoltán    | Gomez Addams az Addams Family c. sorozatból és Chambers seriff a Psychóból.                                                                        |
| Idős titkárnő                       | Phyllis Diller              | Fodor Zsóka          | Pat Hitchcock, Marion Crane (Janet Leigh) kolléganője a Psychóból.                                                                                 |
| Olaf                                | Bubba Smith                 | Keresztes Sándor     | A gazdag texas-i ügyfél a Psychóból. |
| FBI őrmester                        | Larry Storch                | Csikos Gábor         | |
| Mr. Laurel                          | Rip Taylor                  | Várkonyi András      | Stan és Pan mellett Marion Crane (Janet Leigh) főnöke a Psychóból.                                                                                 |
| Mrs. Motel                          | Shelley Winters             | Martin Márta         | Norman Bates anyja a Psycho (1960) című filmből |
| Ranger felesége                     | Nedra Volz                  | Czigány Judit        | Chambers sheriff felesége a Psychóból. |
| Törpe őr                            | Tony Cox                    | Szokol Péter         | |
| Csinos nő a parkban                 | Heather Elizabeth Parkhurst | Roatis Andrea        | |
| Luciano Pavarotti                   | Ken Davitian                | eredeti nyelven      | A közismerten nagyevő Luciano Pavarotti |
| Őr a diliházban                     | Irwin Keyes                 | Csík Csaba Krisztián | |
| Ügynök #2                           | Sal Landi                   | Csík Csaba Krisztián | |
| Michael Jackson                     | Seifullah Ziyad II          | Csík Csaba Krisztián | önmaga a Thriller videóklipben |
| Őr a diliházban, a kijelentkezésnél | Peter DeLuise               | F. Nagy Zoltán       | Dom DeLuise idősebbik fia |
| Ügynök #1                           | Lee Allan                   | F. Nagy Zoltán       | |
| George Bush exelnök                 | John Roarke                 | Horányi László       | |
| Haldokló az utcán                   | Joe Dante                   | Horányi László       | cameo-szerep |
| Borzasztó Bill, a kilépő mániákus   | Rudy De Luca                | Horányi László       | |
| FBI-ügynök                          | John Landis                 | Horányi László       | |
| Kihallgató rendőr                   | Lance Kinsey                | Janovics Sándor      | Az Elemi ösztön című filmből |
| Hosszú hajú főpincér                | Wilhelm von Homburg         | Janovics Sándor      | cameo-szerep |
| Baltás nő                           | Debra Christofferson        | Koffler Gizi         | A Stephen King – Tortúra c. film bomlott agyú női szereplője, aki nem bírja elviselni, hogy a regénybeli hősnője, Mysery meghalt a regény szerint. |
| Kórházi hangosbemondó               | N/A                         | Koffler Gizi         | |
| Operatőr a film elején              | Eddie Deezen                | Pálfai Péter         | |
| Bicebóca a film elején              | John Carpenter              | Pálfai Péter         | cameo-szerep |
| Polgármester a telefonon            | N/A                         | Pálfai Péter         | Richard Nixon amerikai elnök, „Nem vagyok szélhámos” beszédét szajkózza.                                                                           |
| Rendőr #1                           | David DeLuise               | Pálfai Péter         | Dom DeLuise fiatalabbik fia |
| Benzinkutas                         | Dom Irrera                  | Pálfai Péter         | |
| Bill Clinton, akkori elnök          | Pat Rick                    | Varga Tamás          | |
| Rendőrfőnök                         | Henry Silva                 | Varga Tamás          | Állandóan kiabáló rendőrfőnök Az utolsó akcióhős filmben                                                                                           |
| Átöltöző ügynök                     | Marshall Bell               | Varga Tamás          | |
| Hasfelmetsző Jack                   | Mel Brooks                  | Varga Tamás          | cameo-szerep |
| Sharon Comb                         | Cornelia Johnsson           | Vennes Emmy          | Sharon Stone az Elemi ösztön című filmből |
| Hillary Clinton, First Lady         | Lynn Shirey                 | Vennes Emmy          | |
| Nővér                               | Lana Schwab                 | Vennes Emmy          | |

## Említett, vagy megidézett filmek
- Jurassic Park (1993)
- Tisztességtelen ajánlat (1993)
- Drakula (1992)
- Elemi ösztön (1992)
- Terminátor 2. – Az ítélet napja (1991)
- A bárányok hallgatnak (1991)
- Farkasokkal táncoló (1990)
- Total Recall – Az emlékmás (1990)
- Tortúra (1990)
- Csupasz pisztoly (1988)
- Hellraiser (1987)
- Robotzsaru (1987)
- A piros ruhás nő (1984)
- Terminátor – A halálosztó (1984)
- Rendőrakadémia (1984)
- Thriller, a dal videóklipje (1983)
- Holtak hajnala (1978)
- Dallas (1978)
- Csillagok háborúja (1977)
- Benji (1974)
- Az ördögűző (1973)
- Egy olyan szép lány, mint én (1972)
- Star Trek (1966)
- Az Addams család (1964)
- Psycho (1960)
- Lassie (1954)
- Hét tenger ördöge (1940)
- Frankenstein (1931)
- Stan és Pan (mint karakterek)
- Batman

## A filmben feltűnő ismert emberek hasonmásai
- George H. W. Bush
- Bill Clinton
- Hillary Clinton
- Michael Jackson
- Luciano Pavarotti
- Sharon Stone az Elemi ösztönben

## Érdekességek
- Martin Balsam alakította az eredeti Psycho film nyomozóját is 1960-ban.
- A Lilyt alakító Joanna Pacula lengyel születésű, a filmben egy alkalommal lengyelül beszél.

## Televíziós megjelenések
HBO, TV3, TV2, RTL Klub, Film+, RTL+